# Johann Gottlieb Meebold
Johann Gottlieb Meebold (* 28. August 1796 in Sulz am Neckar; † 21. September 1871 in Heidenheim) war ein Mitbegründer der Württembergischen Cattunmanufactur und gilt als Wegbereiter der industriellen Textilherstellung in Deutschland.

## Leben
Johann Gottlieb Meebold wurde 1796 als Sohn von Christian Meebold in Sulz am Neckar geboren. Schon früh genoss er eine exzellente Ausbildung und ging unter anderem in Amsterdam, England und Mülhausen im Elsass zur Schule.
Nachdem der aus Augsburg stammende Unternehmer Johann Heinrich von Schüle bereits 1766 eine Stoffweberei und Druckerei in Heidenheim an der Brenz gründete, stieß 1822 Johann Gottlieb Meebold dazu und fusionierte das Unternehmen zur Meebold, Hartenstein & Comp., aus der später die Verbandstoff-Fabrik Hartmann und 1822 die Stoffdruckerei Gottlieb und Friedrich Meebold, Indiennefabrik hervorging, welche er zusammen mit seinem Bruder Friedrich Meebold gründete.
1828 erhielt Johann Gottlieb Meebold die Bürgerschaft in Heidenheim, Württemberg. Im selben Jahr eröffnete er mit 120 Webstühlen eine mechanische Cattunweberei. Die mechanischen Webstühle waren bis dato die Ersten in Deutschland. Da sie bei Tag und Nacht in Betrieb waren, verwendete Meebold zum ersten Mal in Baden-Württemberg Leuchtgas für die Ausleuchtung der Hallen. Außerdem setzte sich der fortschrittlich orientierte Johann Gottlieb Meebold stark für den Ausbau des Schienennetzes Aalen-Heidenheim ein und auch Baden-Württembergs erste Dampfmaschine wurde von ihm in Betrieb gesetzt.
1849 übergab er die Leitung der Cattunweberei seinem Sohn Robert Meebold, behielt jedoch vorerst den Vorsitz der Stoffdruckerei. 1861 stieg Meebold aus dem Textilgewerbe aus, indem er auch den Vorsitz der Stoffdruckerei abgab. In seinen letzten Jahren engagierte er sich sehr stark für die Stadt Heidenheim und ließ beispielsweise weitläufige Anlagen am Heidenheimer Schlossberg ausbauen. Am 21. Dezember 1871 starb Johann Gottlieb Meebold in Heidenheim an der Brenz.
Die Stadt Heidenheim ehrte Meebold mit einer Straße, die nach ihm benannt ist.